# 20 noiembrie
ianuarie • februarie • martie  • aprilie  • mai  • iunie  • iulie  • august  • septembrie  • octombrie  • noiembrie  • decembrie
20 noiembrie este a 324-a zi a calendarului gregorian și a 325-a zi în anii bisecți. Mai sunt 41 de zile până la sfârșitul anului.

## Evenimente

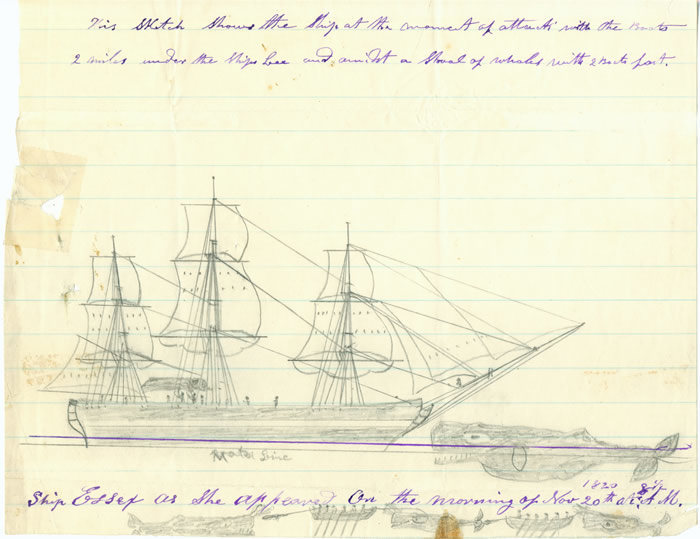
1820: Scufundarea vasului-balenieră Essex, în apele Americii Latine, după ce a fost lovit în mod repetat de un cașalot. Se presupune că acest eveniment ar fi inspirat capodopera lui Herman Melville, Moby Dick.

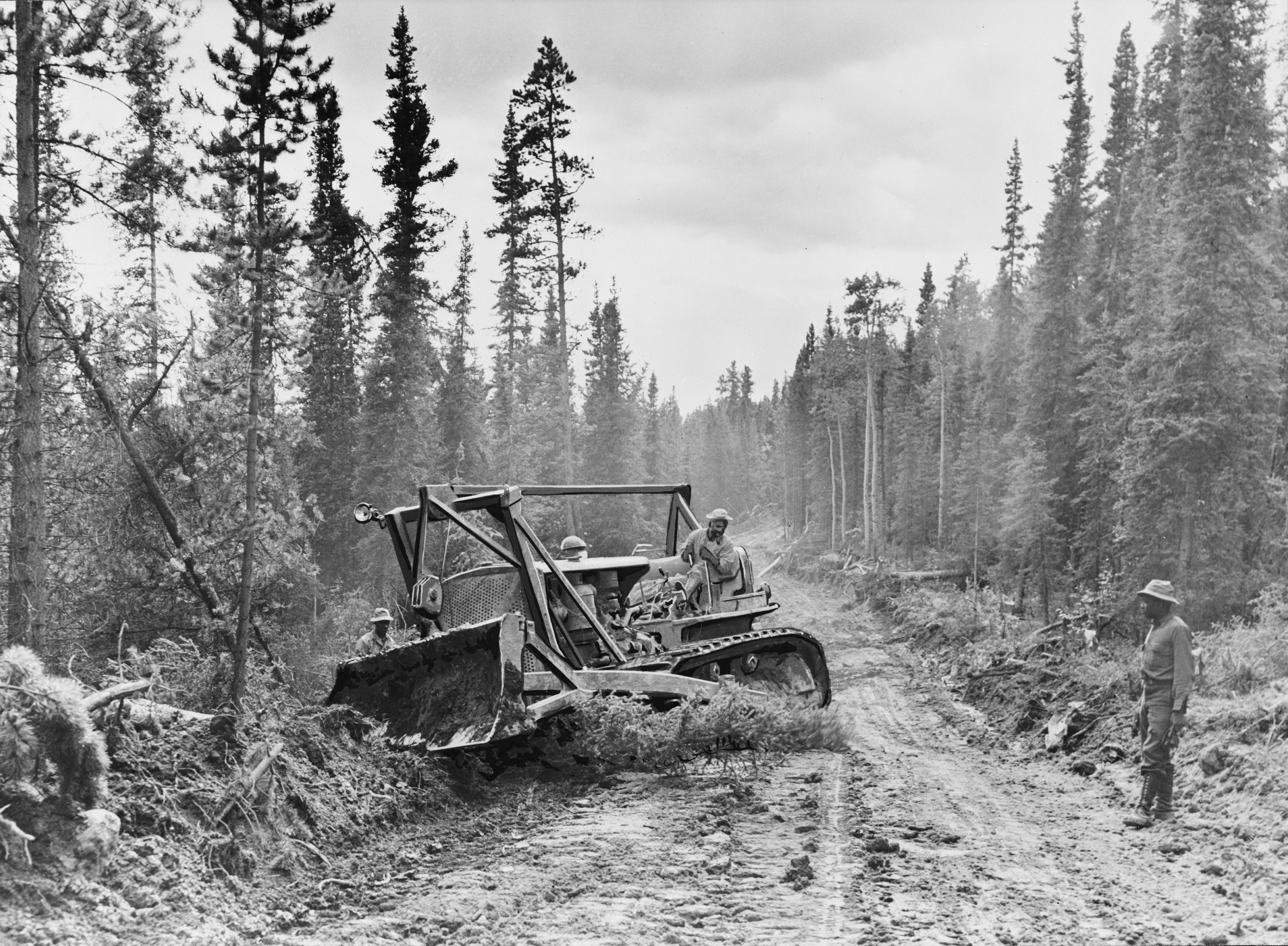
1942: Alaska Highway se deschide oficial. Construcția drumului a fost accelerată după atacul japonez de la Pearl Harbor. Fotografie din timpul construcției.

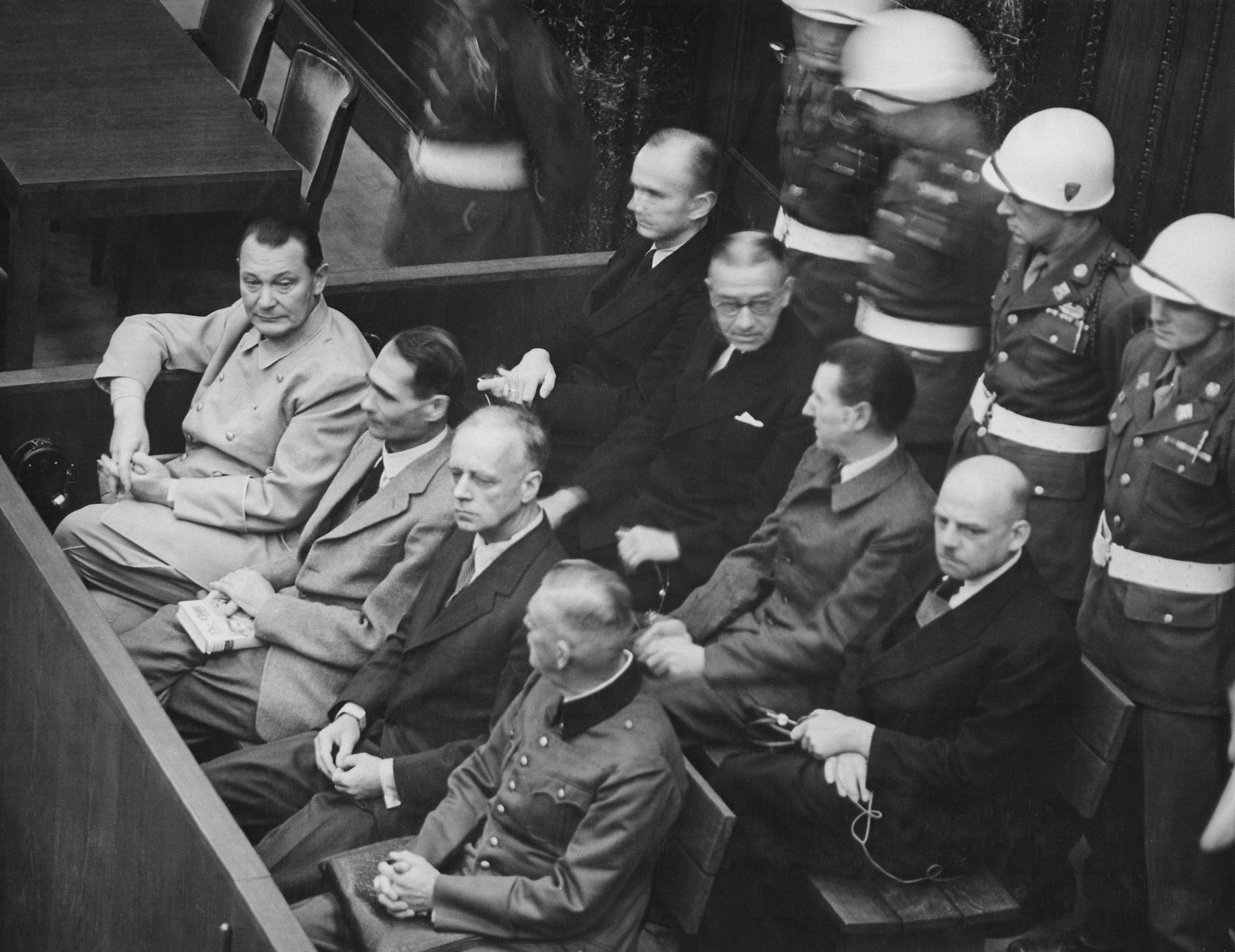
1945: Procesele de la Nürnberg: Încep la Palatul de Justiție de la Nürnberg procesele împotriva a 24 de foști lideri germani, pentru crime de război.

- 0284: Dioclețian este ales împărat roman. El va pune capăt crizei imperiale din secolul al III-lea.
- 1224: Prima mențiune a bisericii "Sf. Mihail" din Cisnădioara, germ. "Michelsberg", (județul Sibiu), monument în stil romanic.
- 1272: Prințul Edward devine rege al Angliei, după moartea tatălui său Henric al III-lea.
- 1407: Un armistițiu între Ioan fără Frică, duce de Burgundia și Ludovic de Valois, duce de Orléans este convenit sub auspiciile lui John, Duce de Berry, fratele regelui Carol al V-lea al Franței. Ducele de Orléans va fi asasinat trei zile mai târziu de facțiunea burgundă.
- 1805: Singura operă a lui Beethoven, Fidelio, are premiera la Viena.
- 1820: Scufundarea vasului-balenieră Essex, în apele Americii Latine, după ce a fost lovit în mod repetat de un cașalot. Se presupune că acest eveniment ar fi inspirat capodopera lui Herman Melville, Moby Dick.
- 1852: Începe construcția clădirii Școlii Centrale din București, care se va numi "Pensionatul Domnesc de fete". Din 1890, școala funcționează în localul construit de arhitectul Ion Mincu, lângă Grădina Icoanei; după 1948 și până în 2012 instituția se va numi "Liceul Zoia Kosmodemianskaia".
- 1861: Poarta Otomană emite "Firmanul de organizare administrativă a Moldovei și Valahiei" care admitea unirea administrativă și politică a Principatelor de la 24 ianuarie 1859, însă prevedea că unirea va înceta la sfârșitul domniei lui Al. I. Cuza.
- 1916: Primul Război Mondial: Guvernul României se retrage din Muntenia ocupată, la Iași, noua capitală a țării.
- 1917: Are loc prima mare bătălie de tancuri, la Cambrai în Franța, unde aproape 400 de tancuri, atacând pe un front de 16 km, au străpuns apărarea trupelor germane.
- 1917: Ucraina este declarată republică.
- 1922: Conferința internațională de la Lausanne, în problema strâmtorilor Bosfor și Dardanele. Se discută și semnează tratatul de pace cu Turcia, care recunoștea drepturile României asupra insulei Ada-Kaleh. Insula nu mai există, fiind inundată la construirea barajului Porțile de Fier.
- 1932: Premiera românească, la Opera Română din București, a baletului "Iris" de Constantin C. Nottara, după premiera absolută a spectacolului la Opera din Moravska-Ostrava din Cehoslovacia, din 12 noiembrie 1931.
- 1940: Al Doilea Război Mondial: România, Ungaria și Slovacia se alătură Axei.
- 1942: Alaska Highway se deschide oficial. Construcția drumului a fost accelerată după atacul japonez de la Pearl Harbor. Drumul face legătura între Dawson Creek, situat în provincia canadiană Columbia Britanică și Delta Junction în statul american Alaska.
- 1945: Procesele de la Nürnberg: Încep la Palatul de Justiție de la Nürnberg procesele împotriva a 24 de foști lideri germani, pentru crime de război.
- 1947: Prințesa Elisabeta (viitoarea regina Elisabeta a II) s-a căsătorit cu ducele de Ediburgh, Philip Mountbatten.
- 1952: Rudolf Slánský, Secretarul General al Partidului Cehoslovac și alți 13 lideri comuniști sau funcționari de rang înalt au fost acuzați și condamnați că ar fi participat la o conspirație troțkisto-titoisto-sionistă. Procesul a fost orchestrat la ordinul Moscovei prin intermediul consilierilor sovietici aflați în țară. Slánský va fi spânzurat la 3 decembrie 1952.
- 1962: Președintele american John F. Kennedy a acceptat să ridice blocada din Cuba.
- 1989: Convenția ONU cu privire la Drepturile Copilului a fost adoptată de Adunarea Generală a Națiunilor Unite. Până în prezent (2017), Convenția a fost adoptată de 196 de țări, membre ale Națiunilor Unite (cu excepția SUA si a Somaliei). Orice stat care semnează Convenția îi recunoaște conținutul, se obligă să îl respecte și să îl aplice în mod corespunzător.
- 2003: Michael Jackson este arestat sub acuzația de molestare a unui copil.
- 2006: Lui Mihail Sebastian i s-a conferit postum la München importantul premiu de carte "Geschwister Scholl" pe anul 2006, premiu ce este conferit în fiecare an începând din 1985 de către "Börsenverein des Deutschen Buchhandels".
- 2019: Prințul Andrew, Duce de York, al doilea fiu al reginei Elisabeta a II-a, se retrage din toate atribuțiile publice în lumina acuzațiilor de viol, afirmând că asocierea sa cu miliardarul american Jeffrey Epstein care s-a sinucis în contextul în care era inculpat pentru agresiuni sexuale, a cauzat perturbări majore în activitatea familiei regale.[1]

## Nașteri
- 1602: Otto von Guericke, politician german (d. 1686)
- 1625: Paulus Potter, pictor olandez (d. 1654)
- 1629: Ernest Augustus, Elector de Braunschweig-Lüneburg, tatăl regelui George I al Marii Britanii (d. 1698)
- 1752: Thomas Chatterton, poet britanic (d. 1770)
- 1761: Papa Pius al VIII-lea (d. 1830)
- 1834: Maria, Prințesă de Leiningen (d. 1899)
- 1851: Margareta de Savoia, regină a Italiei (d. 1926)
- 1858: Selma Lagerlöf, scriitoare suedeză, laureată a Premiului Nobel (1909), (d. 1940)
- 1866: Maria Letizia Bonaparte, ducesă de Aosta (d. 1926)
- 1869: Zinaida Gippius, poet rus (d. 1945)
- 1872: Gheorghe Dabija, general al Armatei României în Primul Război Mondial (d. 1957)
- 1872: George Tutoveanu, poet român (d. 1957)

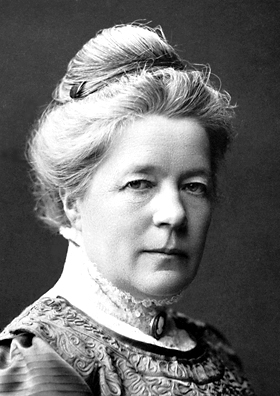
Selma Lagerlöf, scriitoare suedeză, laureată Nobel
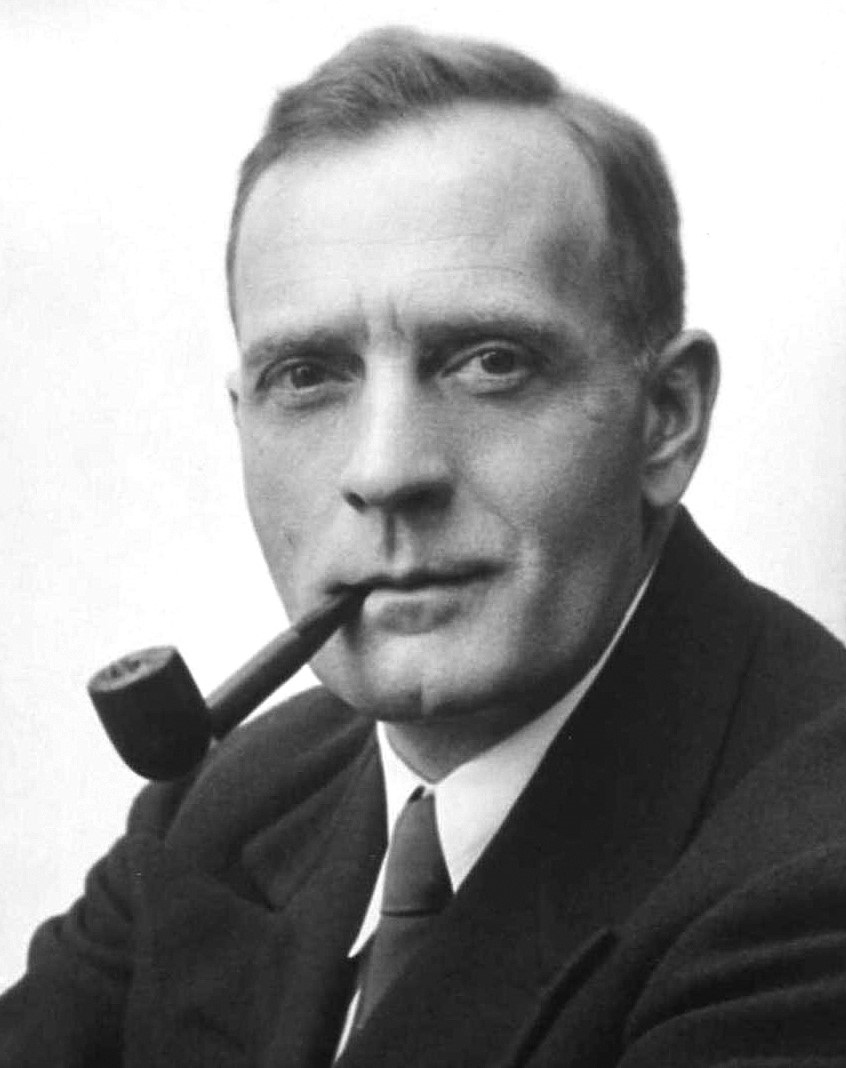
Edwin Hubble, astronom american
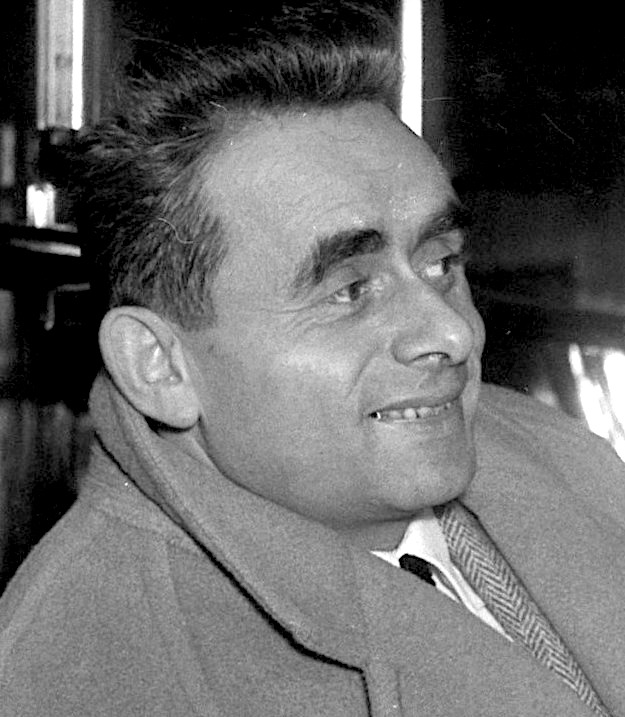
Henri-Georges Clouzot, regizor francez

- 1886: Karl von Frisch, zoolog austriac (d. 1982)
- 1889: Edwin Hubble, astronom american (d. 1953)
- 1898: Alberto Suppici, jucător și antrenor uruguayan de fotbal (d. 1981)
- 1907: Mihai Beniuc, scriitor și academician român (d. 1988)
- 1907: Henri-Georges Clouzot, regizor francez de film (d. 1977)
- 1911: Radu Grigorovici, fizician român (d. 2008)
- 1912: Victor Preda, biolog român, membru al Academiei Române (d. 1982)
- 1914: Ionel Banu, violonist și dirijor român de orchestre populare (d. ?)
- 1921: Dinu Pillat, prozator și istoric literar român (d. 1975)
- 1922: Valentin Stănescu, jucător și antrenor român de fotbal (d. 1994)
- 1923: Nadine Gordimer, romancier sud-african, laureat al Premiului Nobel (1992)
- 1924: Benoît Mandelbrot, matematician francez (d. 2010)
- 1925: Robert F. Kennedy, politician american (d. 1968)
- 1925: Maia Plisețkaia, balerină rusă (d. 2015)
- 1937: René Kollo, tenor german
- 1937: Christoph Klein, episcop al Bisericii Evanghelice C.A. din România
- 1939: Stelian Tăbăraș, prozator român (d. 2009)
- 1940: Valentin Popa, pictor, grafician și gravor român (d. 2010)
- 1942: Joe Biden, politician american, al 46-lea președinte al Statelor Unite ale Americii (2020-prezent)
- 1943: Grigore Ilisei, publicist și prozator român
- 1944: Dragoș Ujeniuc, politician român

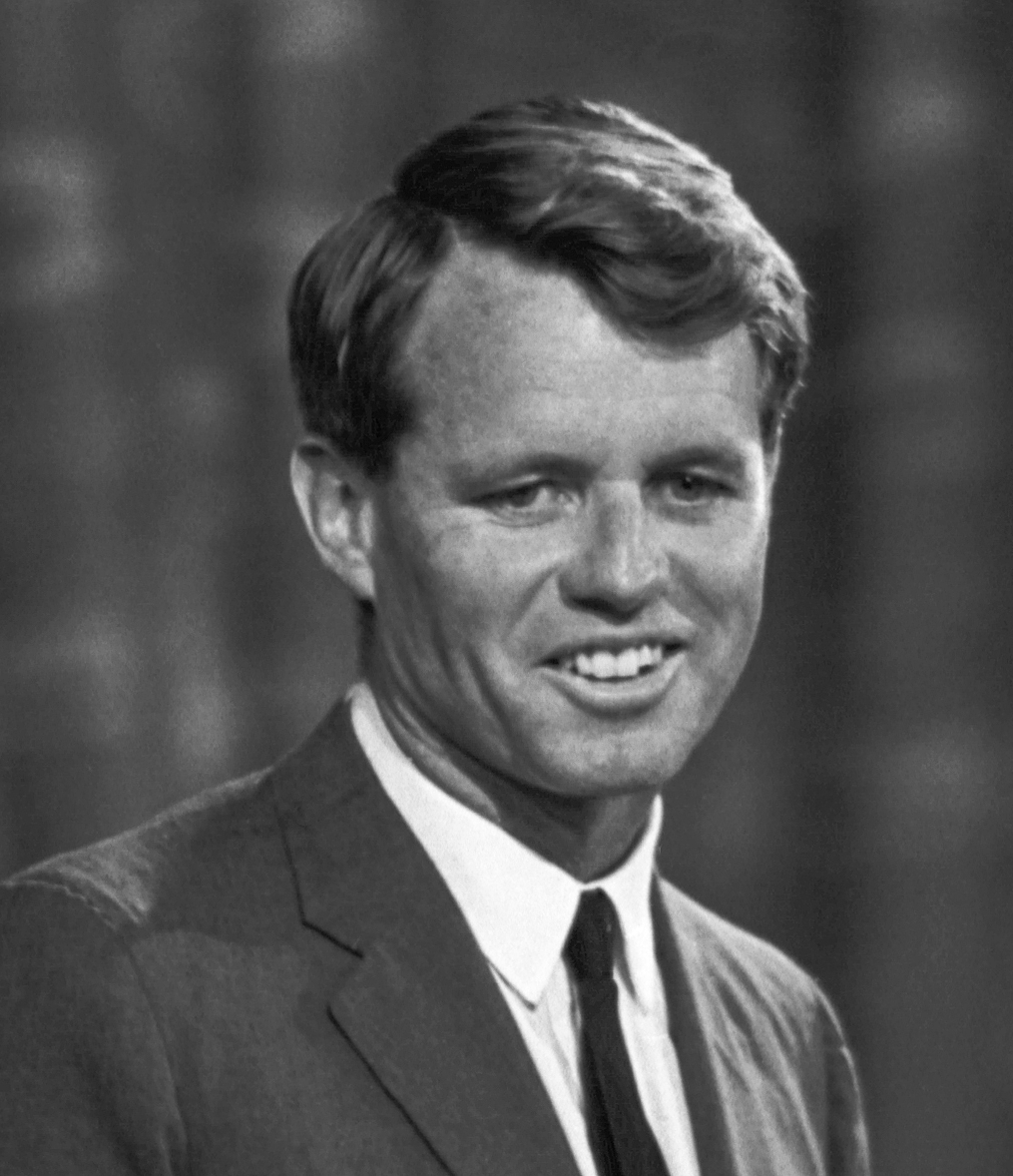
Robert F. Kennedy, politician american
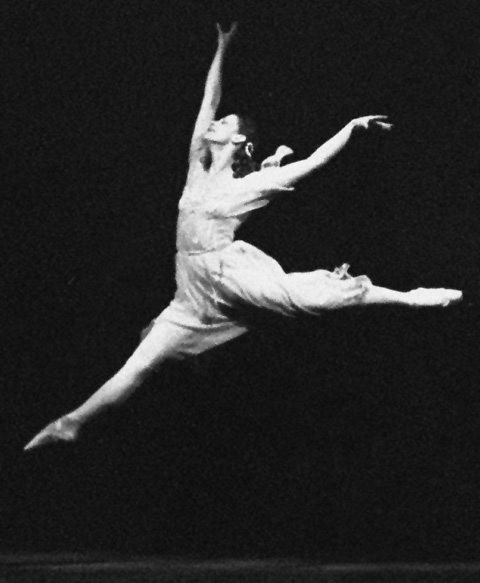
Maia Plisețkaia, balerină rusă
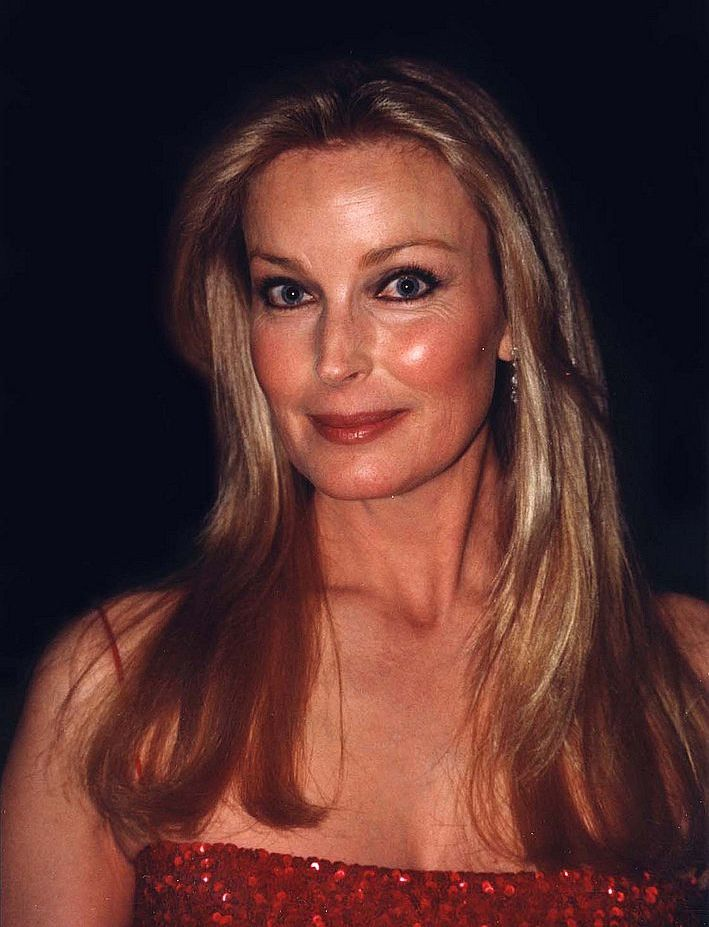
Bo Derek, actriță americană

- 1945: Maria Cornescu, cântăreață de muzică populară
- 1948: Constantin Dragomir, poet și prozator român (d. 2007)
- 1948: Liviu Radu, scriitor român de science-fiction (d. 2015)
- 1956: Bo Derek, actriță americană
- 1957: Stefan Bellof, pilot german de Formula 1
- 1959: Sean Young, actriță americană
- 1962: Gerardo Martino, jucător și antrenor argentinian de fotbal
- 1965: Olga Veliciko, scrimeră sovietică și rusă
- 1968: Wolfgang Stark, arbitru german de fotbal
- 1970: Sabrina Lloyd, actriță americană
- 1973: Mihai Donțu, actor și regizor de teatru român (d. 2020)
- 1975: Joshua Gomez, actor american
- 1977: Fábio Júnior, fotbalist brazilian
- 1979: Bojana Popović, handbalistă muntenegreană
- 1980: Ioana Mihăilă, ministru al Sănătății
- 1981: Emily Wells, violonistă americană
- 1988: Dušan Tadić, fotbalist sârb
- 1994: Raluca Haidu, gimnastă română
- 2001: Caty McNally, tenismenă americană

## Decese
- 1316: Ioan I al Franței (n. 1316)
- 1662: Arhiducele Leopold Wilhelm de Austria (n. 1614)
- 1737: Carolina de Ansbach, soția regelui George al II-lea al Marii Britanii (n. 1683)
- 1750: Maurice de Saxa, nobil german, mareșal al Franței (n. 1696)
- 1794: Cesare Beccaria Bonesana, jurist, economist, publicist italian (n. 1738)
- 1847: Wilhelm al II-lea, Elector de Hesse (n. 1777)
- 1875: Francisc al V-lea, Duce de Modena (n. 1819)
- 1880: Léon Cogniet, pictor francez (n. 1794)

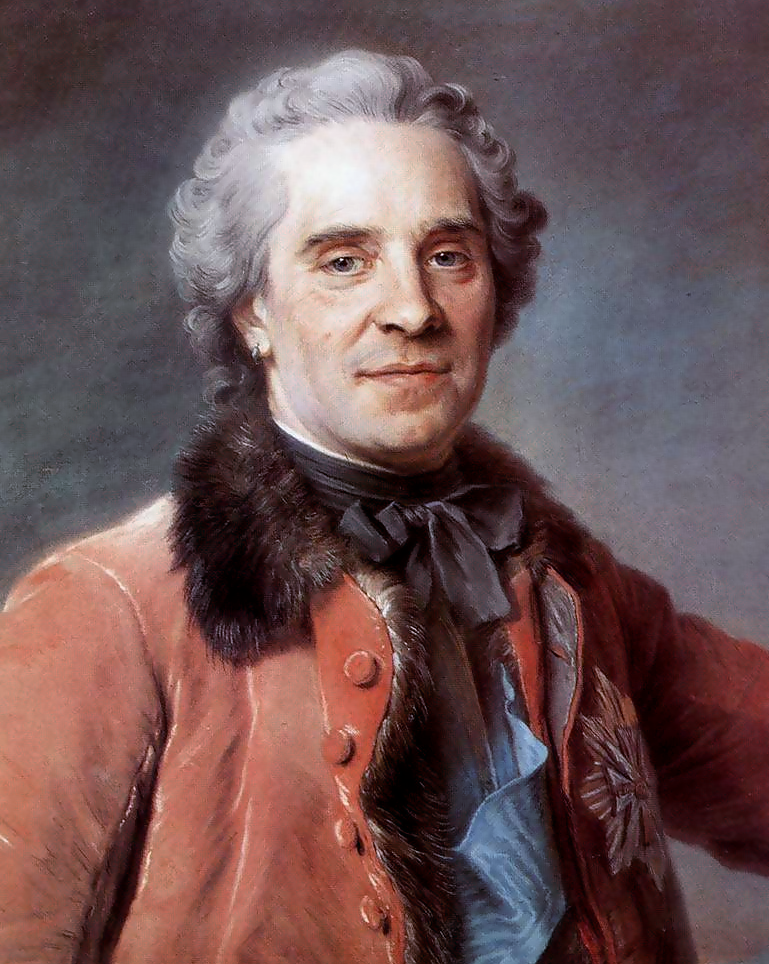
Maurice de Saxa, nobil german, mareșal al Franței
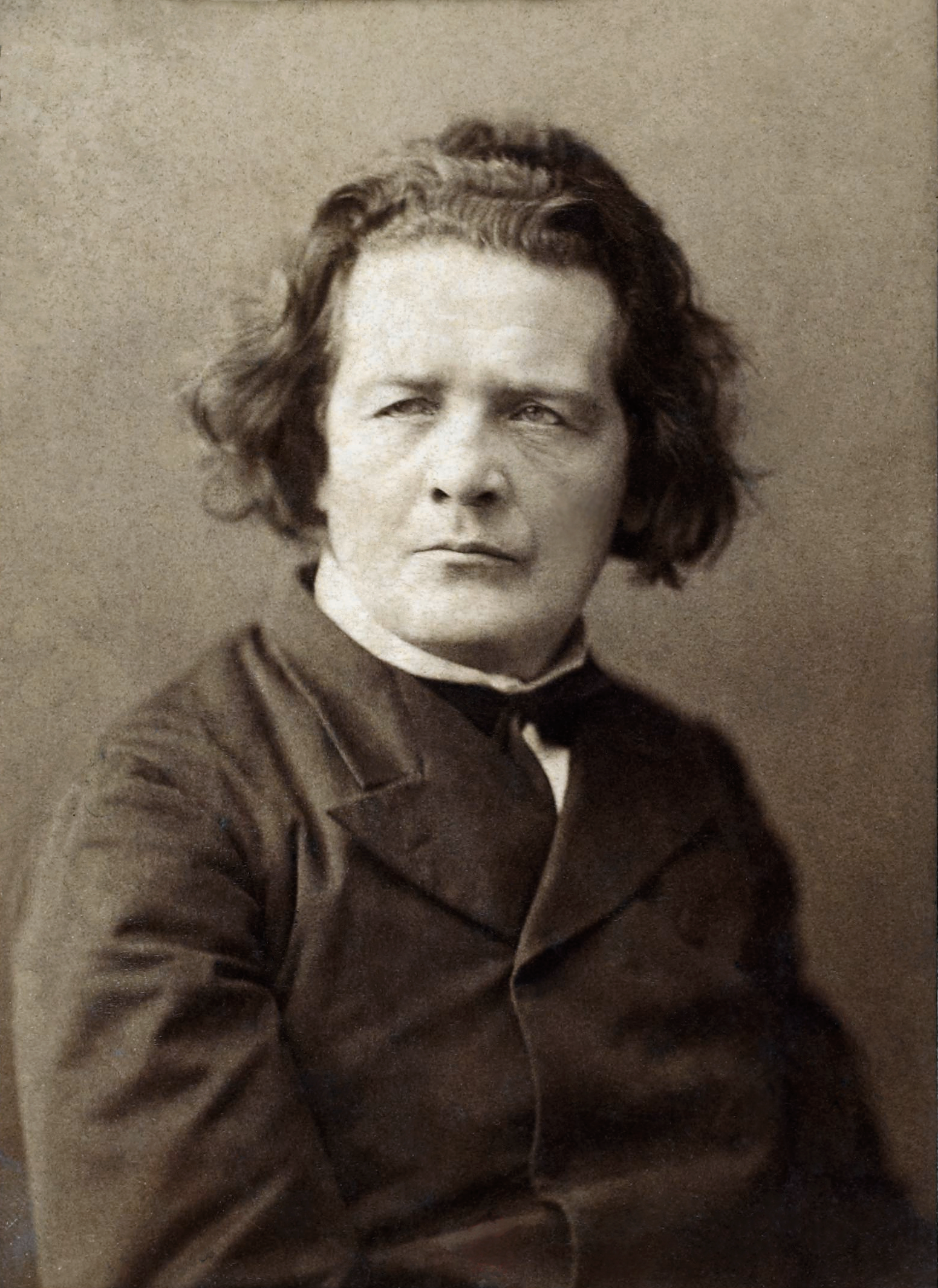
Anton Rubinstein, pianist și compozitor rus
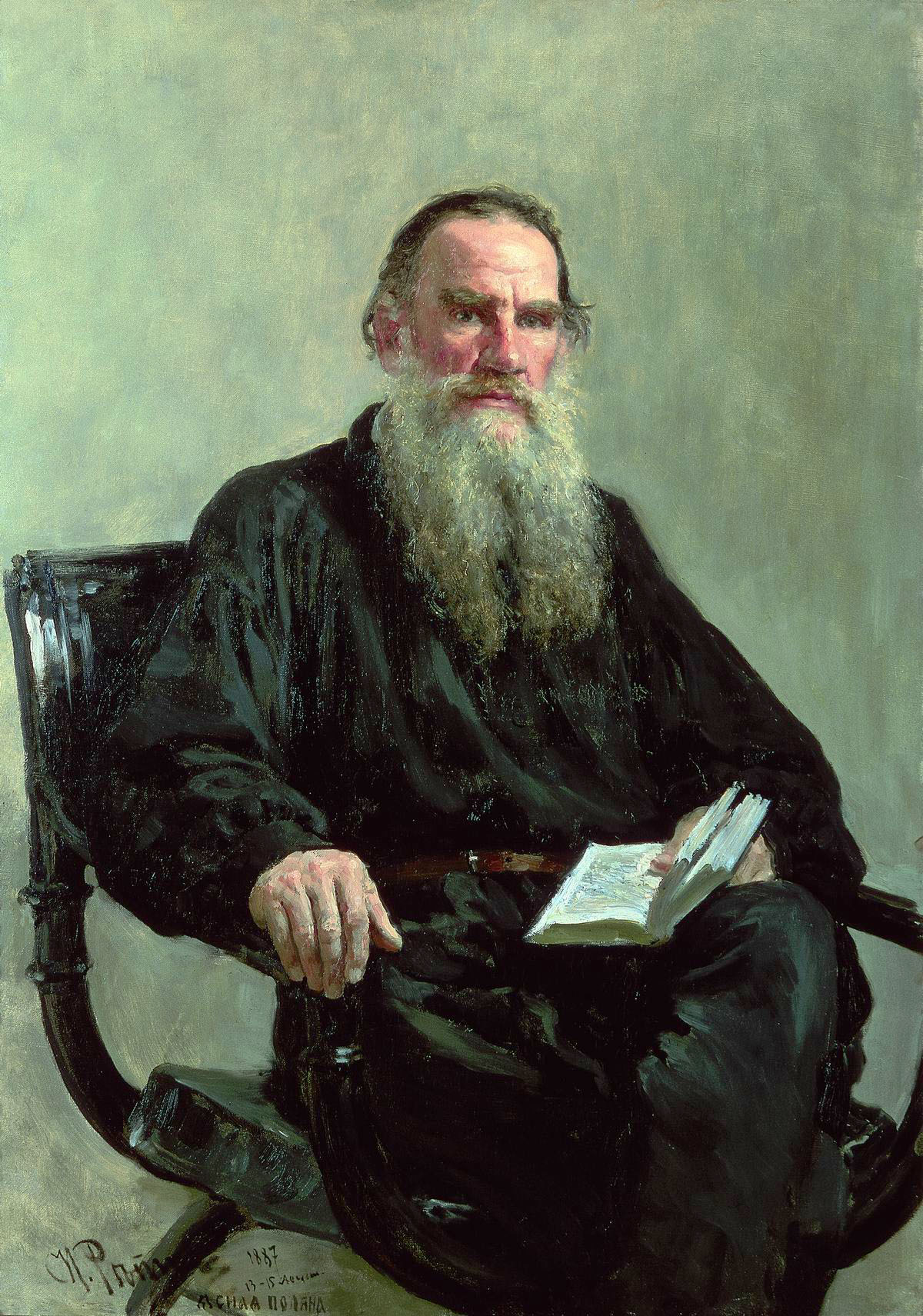
Lev Nicolaevici Tolstoi, scriitor rus

- 1894: Karl Augustus, Mare Duce Ereditar de Saxa-Weimar-Eisenach (n. 1844)
- 1894: Anton Rubinstein, pianist și compozitor rus (n. 1829)
- 1910: Lev Nicolaevici Tolstoi, scriitor rus (n. 1828)
- 1925: Stefan Żeromski, prozator și dramaturg polonez (n. 1864)
- 1925: Alexandra a Danemarcei, soția regelui Eduard al VII-lea al Regatului Unit (n. 1844)
- 1938: Edwin Hall, fizician american (n. 1855)
- 1938: Maud de Wales, regină a Norvegiei, soția regelui Haakon al VII-lea al Norvegiei (n. 1869)
- 1940: Ioan Moța, preot și publicist român (n. 1868)
- 1947: Wolfgang Borchert, scriitor german (n. 1921)
- 1952: Benedetto Croce, filosof, istoric și politician italian (n. 1866)
- 1957: Mstislav Dobujinski pictor rus-lituanian (n. 1875)
- 1964: Sabin Manuilă, statistician, medic, demograf, membru fondator al Academiei de Medicină (n. 1894)
- 1975: Francisco Franco, general și politician spaniol, dictator al Spaniei (1939-1975), (n. 1892)
- 1978: Giorgio de Chirico, pictor suprarealist italian (n. 1888)
- 2006: Robert Altman, regizor american (n. 1925)

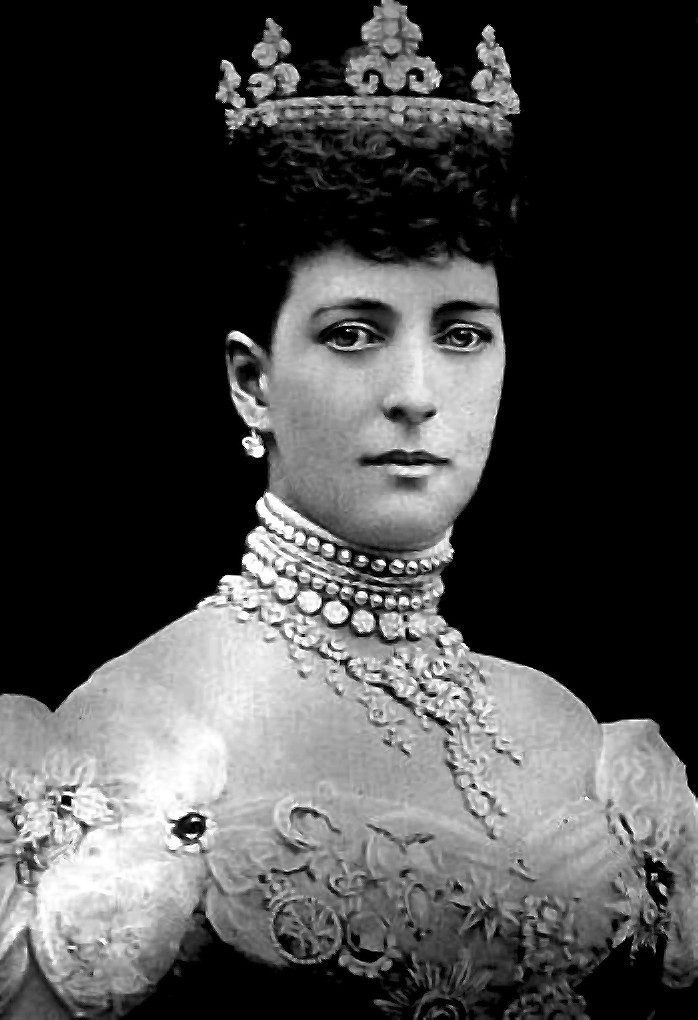
Alexandra a Danemarcei, regină a Marii Britanii
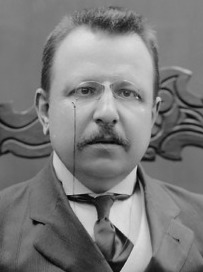
Benedetto Croce, filosof, istoric și politician italian
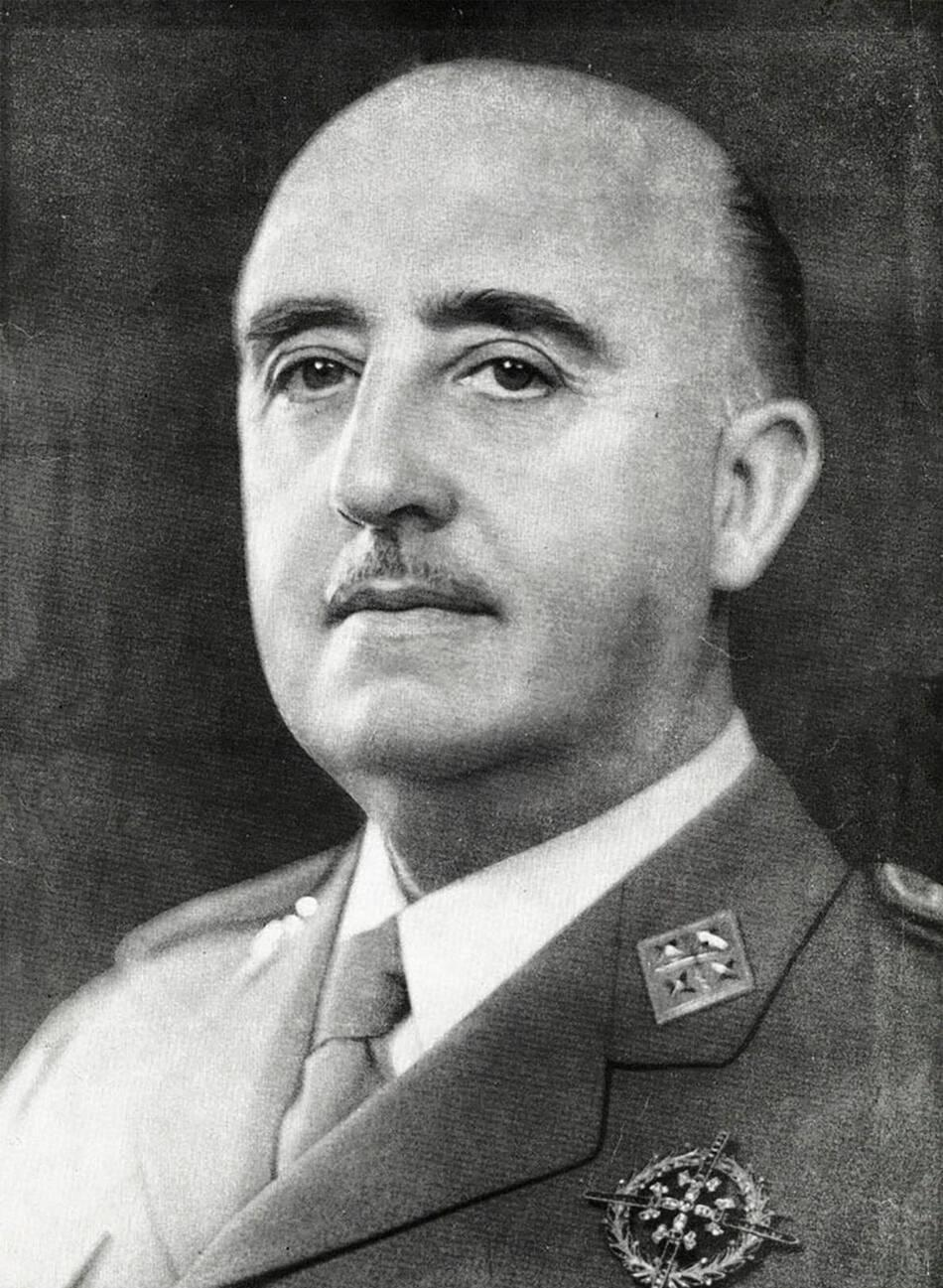
Francisco Franco, dictator al Spaniei

- 2006: Zoia Ceaușescu, fiica lui Nicolae Ceaușecu (n. 1949)
- 2010: Roxana Briban, soprana Opera din Viena, Opera Română (n. 1971)
- 2010: Walter Helmut Fritz, poet, romancier, eseist și traducător german (n. 1929)
- 2016: Konstantinos Stefanopoulos, politician grec, președinte al Greciei (n. 1926)
- 2016: William Trevor, scriitor irlandez (n. 1928)
- 2018: Aaron Klug, chimist britanic de origine lituaniană, laureat Nobel (n. 1926)
- 2020: Patriarhul Irineu, preot ortodox sârb, al 45-lea patriarh al Bisericii Ortodoxe Sârbe (n. 1930)
- 2021: Claudiu Iordache, eseist, poet și prozator român (n. 1942)
- 2024: Lucian Iancu, actor și regizor român de teatru și film (n. 1940)

## Sărbători
- Sf. Grigorie Decapolitul; Înainteprăznuirea Intrării în Biserica a Maicii Domnului; Sf. Mc. Dasie; Sf. Ierarh Proclu (calendarul creștin-ortodox)
- Ss. Felix de Valois; Edmund, rege (20 noiembrie). Cristos, Regele Universului (calendarul romano-catolic)
- Preserbarea Intrării în Templu a Maicii Domnului. Sf. Grigore Decapolitul (calendarul greco-catolic)